# Nicolaus Georgius Oosterdijk

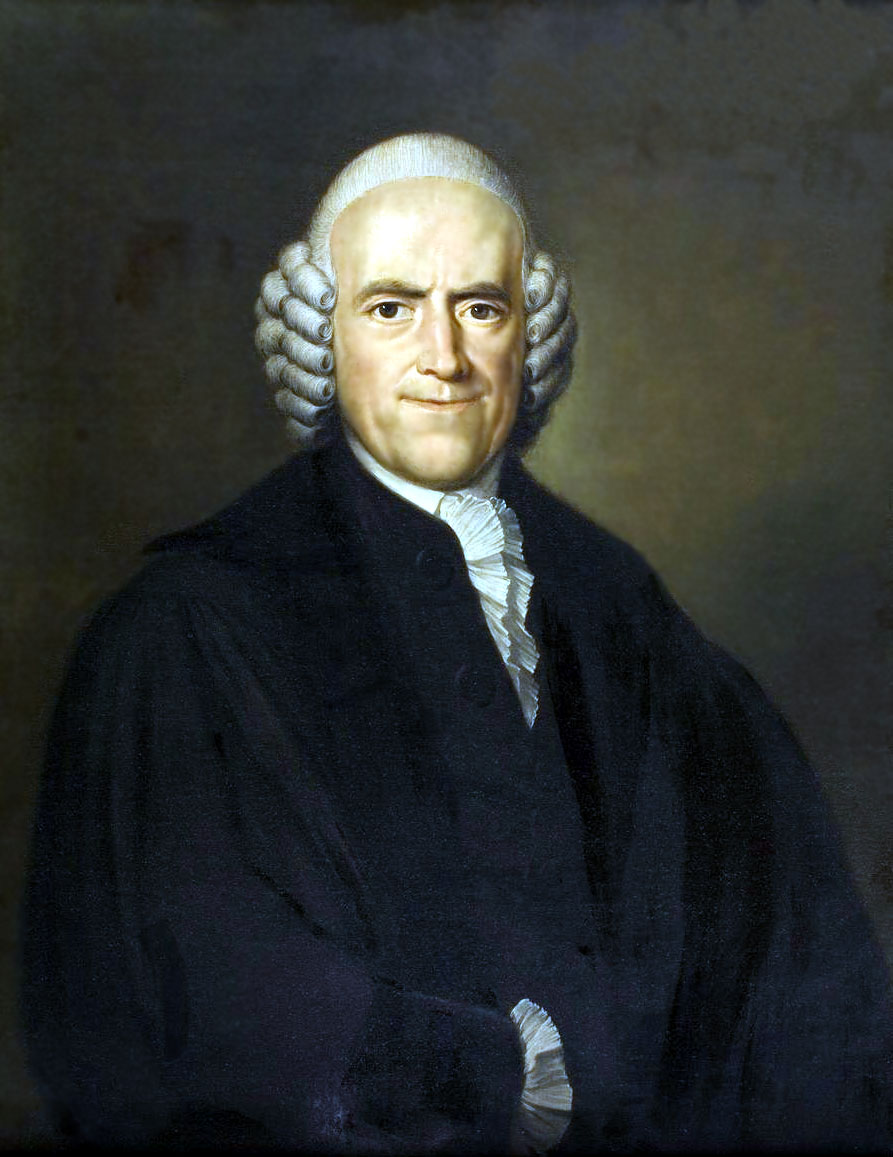
Nicolaus Georgius Oosterdijk

Nicolaus Georgius Oosterdijk auch: Nicolaas Georg Osterdijk (* 16. Februar 1740 in Utrecht; † 3. September 1817 in Leiden) war ein niederländischer Mediziner, Chemiker und Botaniker.

## Leben
Der jüngste Sohn des Johannes Oosterdijk Schacht und der Johanna Aletta Mol wurde von seinem Vater bereits in frühster Kindheit auf eine umfangreiche Ausbildung vorbereitet. Vor allem hatte sein Vater ihm die alten Sprachen und eine Vorliebe zu den naturwissenschaftlichen Themen vermittelt. Nachdem er die Lateinschulen seines Geburtsortes durchlaufen hatte, begann er an der Universität Utrecht ein Studium der Medizin. Bereits im Alter von vierzehn Jahren hatte er hier am 24. Januar 1754 die Rede de Graecarum literarum studio cum Medicina conjungendo gehalten. In Utrecht wurden vor allem Petrus Wesseling und Johann Friedrich Reitz in der griechischen und lateinischen Sprache sowie Jacob Gijsbert Woertman, sein Vater, Evert Jacob van Wachendorff und Johann David Hahn in den medizinischen Wissenschaften seine prägenden Lehrer. Hier hatte er sich intensiv mit den alten Schriften von Hippokrates von Kos und Galenos vertraut gemacht. Aber auch die neueren naturwissenschaftlichen Entwicklungen seiner Zeit interessierten ihn. So setzte er sich damals mit den Werken von Herman Boerhaave und Thomas Sydenham auseinander.
Bevor er seine Promotion beginnen konnte, riet man ihm, noch einige andere Universitäten zu besuchen. Hierzu begab er sich am 30. Juli 1760 an die Universität Leiden, wo er die Vorlesungen von Boerhaave, Hieronymus David Gaub, Bernhard Siegfried Albinus, Adriaan van Royen und Frederik Winter verfolgte. Sein Interesse an den alten Sprachen ließ ihn hier auch die Vorlesungen von Tiberius Hemsterhuis, David Ruhnken, Johannes Alberti und Albert Schultens besuchen. Er hielt sich ein Jahr in Leiden auf und kehrte 1761 nach Utrecht zurück. Unter Hahn promovierte er dort am 15. Juni 1762 mit der chemischen Abhandlung de Aceto und war anschließend als praktischer Arzt in Utrecht tätig. Nebenbei hatte er Privatvorlesungen in Utrecht zu botanischen und chemischen Themen gehalten. 1769 wurde er Mitglied der Zeeländischen Gesellschaft der Wissenschaften und der Gesellschaft der Wissenschaften in Haarlem.
Am 3. Oktober 1770 beriefen ihn die Kuratoren der Universität Harderwijk zum Professor der Chemie und Botanik; eine Aufgabe, die er am 12. Juni 1771 mit der Antrittsrede qua demonstratur, Homines bene multos ex nimio vitae desiderio sibi mortem properare übernahm. 1772/73 wurde er hier auch Rektor der Hochschule, in welcher Eigenschaft er 1773 eine ungedruckte Niederlegungsrede de Diligenti pauperum cura optimo adversus morbos contagiosos praesideo hielt. Am 24. Mai 1775 beriefen ihn die Kuratoren der Universität Leiden zum Professor der Medizin, in der Fachrichtung der theoretischen Medizin. Diesen ihm übertragenen Lehrstuhl übernahm er am 17. Oktober 1775 mit der Rede de studio medico in commune Reipublicae bonum quavis opera dirigenda (Leiden 1775). Zudem gab er ab dem 12. Juni 1778 auch Vorlesungen zur praktischen Medizin und am 10. März 1787 ernannte man ihn zum Professor Collegii Medico-Practici. Im Rahmen letzterer Aufgabe hatte er die Leitung des Caecilia-gasthuis übernommen, wo die Studenten im praktischen Unterricht an ihre medizinische Praxis herangeführt wurden. Es ist ein Vorläufer der heutigen Universitätsklinik von Leiden.
1805 erkrankte er am grauen Star, einer Krankheit, die ihn vier Monate lang erblinden ließ. Durch einen Eingriff des Wund- und Augenarztes von Amsterdam und Hoorn, Hennig Nissen, konnte er sich im Mai 1805 von der Erkrankung erholen. In seiner Eigenschaft als Leidener Hochschullehrer beteiligte er sich auch an den organisatorischen Aufgaben der Hochschule und war 1786/87 sowie 1806/07 Rektor der Alma Mater. Zu diesem Zweck hielt er am 8. Februar 1787 beim Rektoratswechsel die Rede Oratio de ardua Medicinae exercendae provincia. Durch die Ereignisse des Leidener Explosionsunglückes während seiner zweiten Amtszeit als Rektor verzichtete er am 8. Februar 1807 darauf, seine bereits vorbereitete Rektoratsrede zu halten, und veröffentlichte sie auch nicht. Am 16. Oktober 1815 wurde er emeritiert unter Beibehaltung des Titels eines außerordentlichen Professors. Nach seinem Tod wurde sein Leichnam in Katwijck am See, beim Grab seiner zweiten Frau beigesetzt.
Ikonographisch wäre anzumerken, dass das hier gezeigte Gemälde 1793 von Jacobus Buys (1724–1801) gemalt wurde und sich in der Leidener Senatskammer befindet. Dieses Bild lieferte die Vorlage für eine 1803 gefertigte Zeichnung von Abraham Delfos (1731–1820). Zudem hat Leendert Springer (1789–1871) ihn in seiner Lithographieserie berühmter niederländischer Persönlichkeiten 1850 abgebildet.
Oosterdijk war zwei Mal verheiratet. Seine erste Ehe schloss er am 26. Mai 1767 mit Bartha Weveringh (* 22. September 1731; † 30. Oktober 1783, begraben in Delft), Tochter von Adrian Weveringh (* 10. April 1700; † 17. Dezember 1768) und Martina Baert (* 21. Dezember 1705 in Schoonhoven; † 17. Oktober 1783). Seine zweite Ehe ging er am 14. April 1789 in Leiden mit Cornelia Wilhelmina Graswinckel (* 31. Oktober 1754 † 26. Januar 1807 in Leiden, begr. Katwijk am See), Tochter von Gerhard Johann Graswinckel und Maria Geertruid van Alphen ein. Sie starb an einer Kopfwunde, die sie am 12. Januar desselben Jahres bei dem großen Leidener Explosionsunglück (Leidse Ramp) erlitten hatte. Beide Ehen blieben kinderlos.

## Werke
- Dissertatio de aceto. Utrecht, 1763, erneut ausgegeben durch Eduard Sandifort In: Thesauro dissertt. programm. etc. ad omnem medicum ambitum pertinentium. Rotterdam 1768
- Waarneming eener pisvloeyinge, binnen weinige dagen doodelijk. In: Verhand van de Holl. maats. d. Wetensch. te Haarlem. 1770
- Verhandeling van een zeldzaam gebrek van het dyebeen, ontsteking van het beenvlies, met afb. In: Verhand. v.h. Zeewsch. Genoots. Middelburg, 1771, Bd. II, S. 340–360
- Bedenkingen over eene moeilijke doorzwelging en inhouding van spijs en drank. In: Verhand. v.h. Zeewsch. Genoots. Middelburg 1780, Bd. VII, S. 185
- Praecepta medicinae practicae in usum Academiae digesta. Leiden 1783
- Waarneming bij de inenting der kinderziekte in eenen gevaccineerden. In: Alg. Kunst. en Letterb. 1804, Bd. I, S. 83
- Korte waarnemingen en stellingen uit breedere geneeskundige opteekeningen getrokken. In: Geneesk. magazijn. Leiden 1815, Bd. V, S. 1
- Prolusio ad lectiones publicas, die 5 Nov. 1812 habita (es handelt sich um das Werk von Paradijs, welches er seine Opuscula academica hinzufügte)

Handschriftlicher Nachlass
- Dictata in Institutiones medicas.
- de morbis sequioris sexus
- de morbis solidorum instrumentariis
- de primis lineis therapeutices generalis. (1816–1817).